# MSISDN

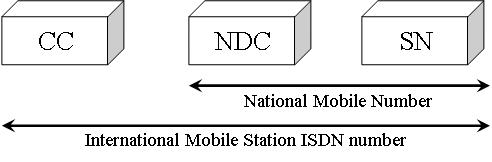
移动用户综合业务数字网络号码

MSISDN（英語：Mobile Subscriber ISDN Number）移动台国际用户识别码，即移动用户的ISDN号码，是在公共交换电话网交换网络编号计划中，唯一能识别移动用户的号码。
MSISDN由国家码和国内有效移动用户电话号码两部分组成。
MSISDN与IMSI是用来区别移动用户的两个重要标识，两者之间有相关的对应关系，一张SIM具有唯一固定的IMSI，而MSISDN有时会改变，也就是说，不同的MSISDN可以与同一个SIM卡相关联。